# シャルル5世 (ロレーヌ公)

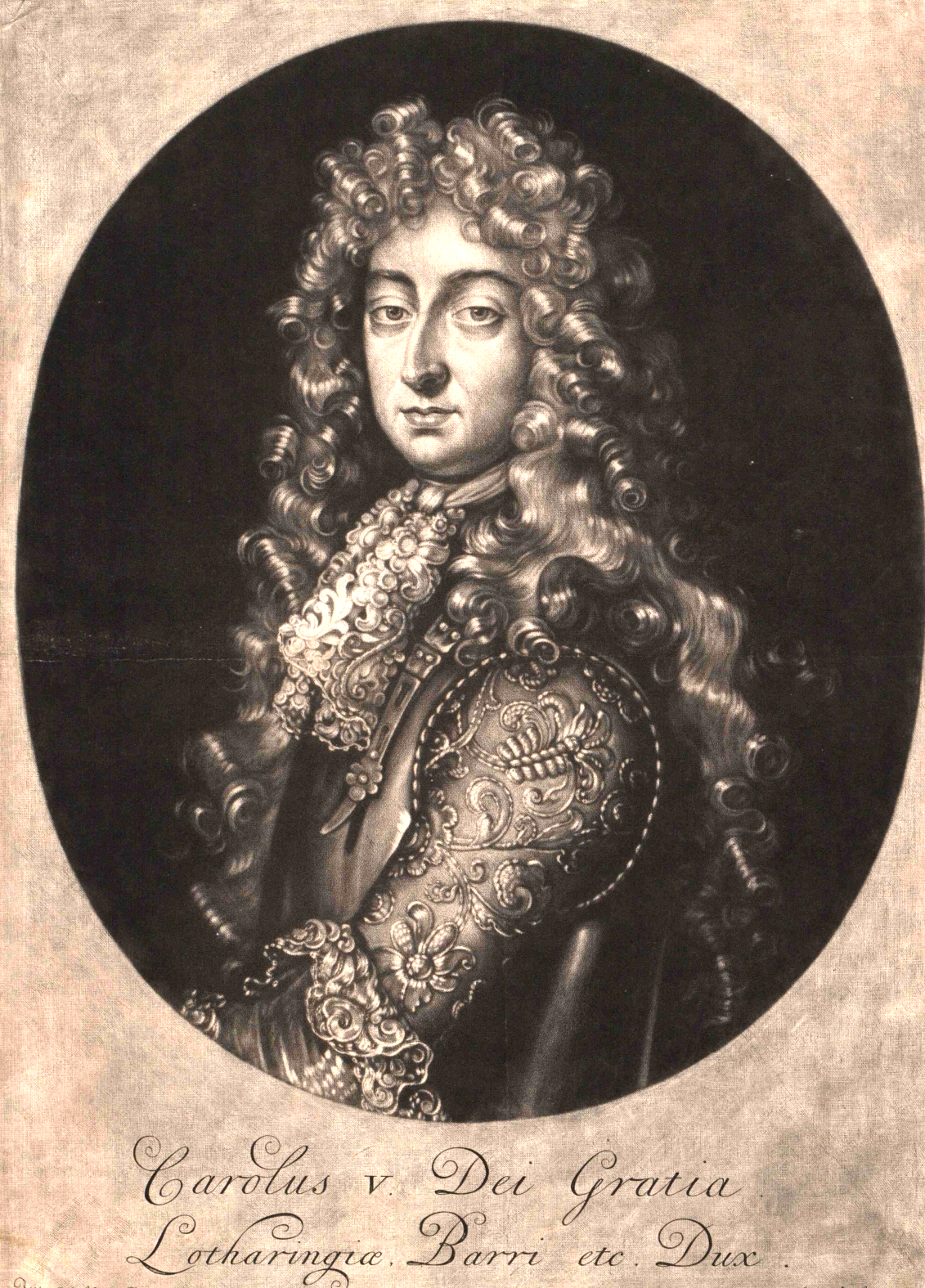
シャルル5世

シャルル5世レオポール（Charles V Léopold, 1643年4月3日 - 1690年4月18日）は、ロレーヌ（ロートリンゲン）公（在位：1675年 - 1690年）。ただし、ロレーヌ公国は1670年以降、ルイ14世のフランスによって占領されており、在位期間を通じて実際にロレーヌを統治することはなかった。ニコラ2世とその伯父アンリ2世の娘クロードの子で、父の兄シャルル4世の死後に名目化していた公位を継いだ。ドイツ語名はカール5世レオポルト（Karl V. Leopold）。

## 概要
ウィーンで生まれる。オーストリアでは軍人としてハプスブルク家の神聖ローマ皇帝レオポルト1世に仕え、オランダ侵略戦争でフランス軍と交戦、1683年の第二次ウィーン包囲でポーランド王ヤン3世ソビエスキに協力してオスマン帝国軍を敗走させた。大トルコ戦争では神聖ローマ帝国軍司令官として帝国諸侯の軍勢を率いてハンガリーに攻め入り、1686年にブダを奪い1687年にモハーチの戦いでオスマン帝国に勝利した。翌1688年、バイエルン選帝侯マクシミリアン2世エマヌエルと共に大同盟戦争でフランス迎撃のためライン川戦線に向かいフランス軍と戦ったが、2年後の1690年に47歳で死去。
1678年に神聖ローマ皇帝フェルディナント3世の娘（レオポルト1世の妹）でポーランド王ミハウ・ヴィシニョヴィエツキの未亡人であったエレオノーレと結婚した。間もなくシャルル5世はチロル総督に任じられ、エレオノーレと共にインスブルックへ赴いた。その地で2人の間に生まれたレオポルト・ヨーゼフ（レオポール・ジョゼフ）の時代にロレーヌは取り戻された。

## 子女
1678年、ウィーナー・ノイシュタットでエレオノーレ・マリア・ヨーゼファ・フォン・エスターライヒと結婚し、6子をもうけた。
- レオポール・ジョゼフ（1679年 - 1729年） - ロレーヌ公
- シャルル・ジョゼフ（ドイツ語版）（1680年 - 1715年） - トリーア選帝侯
- エレオノール（1682年、夭折）
- シャルル・フェルディナン（1683年 - 1685年）
- ジョゼフ（1685年-1705年）
- フランソワ・アントワーヌ（1689年 - 1715年） - 修道院長